# قرار مجلس الأمن التابع للأمم المتحدة رقم 1724
قرار مجلس الأمن التابع للأمم المتحدة رقم 1724، الذي تم تبنيه بالإجماع في 29 نوفمبر 2006، بعد التذكير بالقرارات السابقة بشأن الوضع في الصومال، ولا سيما القرارات 733 (1992)، 1519 (2003)، 1558 (2004)، 1587 (2005)، 1630 (2006) و1676 (2006)، أعاد المجلس تشكيل مجموعة لمراقبة حظر الأسلحة المفروض على البلاد لمدة ستة أشهر أخرى وأدان زيادة تدفق الأسلحة إلى البلاد.
تم اعتماد النص، الذي اقترحته قطر،  حيث ناقش أعضاء المجلس قرارًا آخر يرفع جزئيًا حظر الأسلحة من أجل السماح بنشر قوات من الهيئة الحكومية الدولية المعنية بالتنمية في الصومال. القرار 1725 أجاز المهمة الأخيرة أن تتم.

## أعمال
وشدد المجلس، بموجب الفصل السابع من ميثاق الأمم المتحدة، على أنه يتعين على جميع البلدان الامتثال للحظر، وأعلن أنه سينظر في اتخاذ مزيد من الإجراءات لضمان الامتثال. طُلب من الأمين العام كوفي عنان إعادة إنشاء مجموعة مراقبة لمراقبة تنفيذ حظر الأسلحة المفروض على الصومال، وتحديث القوائم الخاصة بمن ينتهكون العقوبات، والتعاون مع اللجنة المنشأة بموجب القرار 751 (1992)، وتقديم توصيات تستند إلى نتائجها وتقترح طرقًا لتحسين قدرة دول المنطقة على تنفيذ الحظر. وطُلب من اللجنة أيضا تقديم توصيات بشأن سبل تحسين فعالية الحظر.
وأخيراً، طُلب من اللجنة أن تنظر في زيارة الصومال لإثبات عزم المجلس على إنفاذ حظر توريد الأسلحة.

## روابط خارجية
- نص القرار في undocs.org